# سينمائيات (مسلسل)
سينمائيات هو برنامج كوميدي  ساخر من أنتاج تلفزيون الكويت سنة 1998 وتأليف: الفنان عبد العزيز المسلم، وإخراج: نواف سالم الشمري، وهذا البرنامج ضخم جدا حيث يحمل في طياته الكوميديا، الأكشن، الإثارة والمغامرة، وهو يعتمد في كل حلقه من حلقاته على تقليد أحد الأفلام سواء الأجنبيه أو العربية وتقديمها بمضمون ساخر.

## ملخص عن البرنامج
برنامج تلفزيوني كوميدي من 30 حلقة في كل حلقة يتم فيها تقليد فيلم من الأفلام العالمية والعربية، يعتبر من أول الأعمال التي تم الدمج فيها ما بين التصوير بالكاميرا والخدع السينمائيه CGI والحركات الخطره، ومؤثرات صوتيه متخصصه.
تراوحت مدة التصوير ما بين 5 إلى 6 أشهر وهي فترة طويله بالنسبة للاعمال المتعارف عليها بالخليج، تنوعت أماكن التصوير ما بين الاستوديو والتصوير الخارجي، الصحراء والمدينة، الليل والنهار، والاجواء الصحوة أو الممطره وحتى الباردة جدا والحارة لدرجة الإغماء.
تعتبر حلقة تقليد فيلم سوبر مان بعنوان «فات مان» من أكثر الحلقات ارهاقا.. من اصابه لاحد رجال الأعمال الخطره بكسر بالكاحل، وفقدان شريط يحتوى على عدة مشاهد مهمه مما اضطر الفريق لاعادة تصوير المشاهد، وصولا إلى تعدد أماكن التصوير من بيت ومكتب ومساحه خاليه وسطح عماره وسوق شعبي قديم وشوارع متعددة و GREEN SCREEN لتصوير الخدع.

## التمثيل

### أدوار البطولة
عبد العزيز المسلم ـ انتصار الشراح ـ هيا الشعيبي - صالح الباوي ـ أحمد السلمان ـ جمال الشطي ـ أبو هلال ـ نزار القندي ـ أحمد وليد الشمري ـ أحمد عبد الله الشمري.

### ضيوف الشرف
- الفنان محمد العجيمي والذي ظهر في 5 حلقات من البرنامج (بطة ومتينة - الخراب - الله بالخير - كاوبوي الخويسات - فات مان).
- الفنان جمال الردهان والذي ظهر في حلقه واحده من البرنامج (فات مان).
- الفنان عبد الرزاق خلف والذي ظهر في حلقه واحده من البرنامج وهي حلقة (الخراب).
- المطرب صلاح حمد خليفه والذي ظهر في حلقه واحده من البرنامج (ام البنك).

## الأفلام المقلدة

### الأفلام الأجنبية المقلدة
- تايتنك والذي سماه أم البنك
- العراب والذي سماه الخراب
- تورمونيتور 2 والذي سماه الفاني2
- سوبرمان والذي سماه فات مان
- زورو والذي سماه قناع زوزو
- رامبو والذي سماه بامبو
- الطيب و الشرس و القبيح والذي سماه الأصلع والمتين والجيكر
- الحديقة الجوارسية الذي سماه حديقة السحالي
- ستار ورز والذي سماه نجمه الموت
- ستار ورز2 والذي سماه نجمه الموت 2
- جورج اوف ذ جنقل والذي سماه غابه خيزران
- الإنسان الاول والذي سماه الإنسان المغبر
- الرقص مع الذئاب والذي سماه الرقص مع الغنم
- الهروب من الكتراز الذي سماه الهروب من ام الجاز
- الهروب من الكتراز 2 الذي سماه الهروب من ام الجاز 2
- حرارة والذي سماه (الحرارة)

### الأفلام العربية المقلدة
- احترس من الخط للفنان عادل إمام والذي سماه احترس من الاحول
- ريا وسكينه والذي سماه (بطه ومتينه)
- صح النوم للفنان دريد لحام والذي سماه الله بالخير
- الفيلم الكويتي بس يابحر للفنان سعد الفرج والذي سماه (بس يافقر).
- غزل البنات والذي سماه (مغازل الحريم)